# سپیده سفری
سپیده سفری (زادهٔ ۲۱ دی ماه ۱۳۷۳ - کرج) تکواندوکار ایرانی است.
وی سابقه عضویت در تیم ملی جوانان و نوجوانان زنان ایران را دارد.
شروع فعالیت‌های ورزشی از سال ۱۳۸۱ و در حال حاضر مدرک کارشناسی تربیت بدنی دارد.

## افتخارات بین‌المللی
- کسب مدال نقره مسابقات اپن آلمان ۲۰۱۲ وزن ۴۴- کیلوگرم (جوانان)
- کسب مدال برنز مسابقات تکواندو ارتش‌های جهان ۲۰۱۴ وزن ۴۹- کیلوگرم[۲۵]
- کسب مدال طلا جام فجر ۲۰۱۵ وزن ۴۹- کیلوگرم[۲۶]
- کسب مدال نقره مسابقات قهرمانی تکواندو باشگاه‌های آسیا ۲۰۱۶ وزن ۴۹- کیلوگرم
- کسب مدال برنز جام فجر ایران ۲۰۱۹ وزن ۴۹- کیلوگرم[۲۷] وزن ۴۹- کیلوگرم[۲۸]
- کسب مدال برنز جام فجر ایران ۲۰۲۱ وزن ۴۹- کیلوگرم[۲۹]